# Herklotsichthys koningsbergeri
Herklotsichthys koningsbergeri is een straalvinnige vissensoort uit de familie van de haringen (Clupeidae). De wetenschappelijke naam is gepubliceerd in 1912 door Weber en De Beaufort.